# Battleground (2015)
Battleground (2015) foi o terceiro evento anual Battleground de wrestling profissional em pay-per-view e transmissão ao vivo produzido pela WWE. Aconteceu em 19 de julho de 2015, no Scottrade Center em St. Louis, Missouri. Este foi o último evento Battleground a ser realizado antes da reintrodução da extensão da marca em julho de 2016.
Sete partidas foram disputadas no evento, incluindo uma partida no Kickoff. No evento principal, a luta pelo Campeonato Mundial dos Pesos Pesados da WWE entre o campeão Seth Rollins e Brock Lesnar terminou em desqualificação quando The Undertaker fez seu retorno inesperado (e sua primeira aparição em pay-per-view na WWE desde a WrestleMania 31) e atacou Lesnar. Isso foi inicialmente relatado como "no contest", mas na noite seguinte no Raw, Lilian Garcia anunciou Lesnar como o vencedor por desqualificação, embora Rollins permanecesse campeão, pois os títulos não mudam de mãos por desqualificação, a menos que estipulado. O evento recebeu 76.000 compras (excluindo as visualizações da WWE Network), um pouco abaixo das 99.000 compras do ano anterior.

## Produção

### Introdução
Battleground foi um evento anual pay-per-view (PPV) e WWE Network estabelecido pela WWE em 2013, embora o evento original tenha sido realizado em outubro. O evento de 2015 foi o terceiro evento na cronologia Battleground e foi realizado em 19 de julho no Scottrade Center em St. Louis, Missouri. Para promover ainda mais a WWE Network, a promoção anunciou seu período de teste gratuito de 30 dias para a Rede, com o PPV de Battleground 2015 incluído nesse teste gratuito para novos assinantes.

### Histórias
O card consistiu em sete lutas, incluindo uma do pré-show, que resultaram de enredos roteirizados, onde os lutadores retratavam vilões, heróis ou personagens menos distinguíveis em eventos roteirizados que criaram tensão e culminaram em uma luta ou série de lutas, com resultados pré-determinados pelos escritores da WWE, enquanto as histórias foram desenvolvidas nos principais programas de televisão da WWE, Raw e SmackDown.
No Money in the Bank, Seth Rollins derrotou Dean Ambrose em uma luta de escadas para manter seu Campeonato Mundial dos Pesos Pesados da WWE. No Raw de 15 de junho, a Authority reintegrou Brock Lesnar, que retornou à WWE e invocou sua cláusula de revanche (depois de perder o título para Rollins na WrestleMania 31) para enfrentar Rollins no Battleground pelo título. No Raw de 6 de julho, Lesnar atacou os guarda-costas de Rollins, J&J Security (Jamie Noble e Joey Mercury), quebrando o braço de Noble com um Kimura lock e executando um belly-to-belly suplex em Mercury no para-brisa de um carro. Isso enfureceu Rollins, que disse que Lesnar não tinha respeito pelos pertences de outras pessoas e que em Battleground, Rollins iria queimar "Suplex City" no chão. Durante a assinatura do contrato no Raw de 13 de julho, Lesnar frustrou a tentativa de Rollins e Kane de atacá-lo, terminando com Lesnar quebrando o tornozelo de Kane com os degraus de aço Depois que Lesnar saiu, Rollins começou a pisar no tornozelo machucado de Kane, enquanto gritava com ele.
No episódio de 21 de maio do SmackDown,  Bray Wyatt foi derrotado por Dean Ambrose, depois que Roman Reigns interferiu na luta com um superman punch em Wyatt. No Raw de 1 de junho, Reigns derrotou Wyatt para manter seu lugar na luta de escadas do Money in the Bank. No Money in the Bank, Wyatt derrubou Reigns da escada antes que Reigns pudesse pegar a maleta do Money in the Bank. Durante o evento, Reigns foi escalado para enfrentar Wyatt no Battleground.
No Money in the Bank, Big Show derrotou o Campeão Intercontinental Ryback por desqualificação após The Miz atacar Big Show; portanto, Ryback ainda manteve o título. No Raw de 15 de junho, Miz derrotou Big Show por contagem, pois Big Show estava distraído confrontando Ryback. Em 22 de junho, Ryback foi escalado para defender o título contra Big Show e Miz em uma luta Triple Threat no Battleground. No entanto, Ryback sofreu uma lesão durante sua luta no episódio do Raw de 13 de julho e foi declarado incapaz de competir; fazendo com que a luta fosse adiada.
No Money in the Bank, os Prime Time Players derrotaram o The New Day para vencerem o Campeonato de Duplas da WWE. No episódio de 15 de junho do Raw, The Prime Time Players e Neville derrotaram o The New Day. Em 22 de junho, os Prime Time Players foram escalados para defender os títulos contra o New Day no Battleground.
No Elimination Chamber, o Campeão do NXT Kevin Owens derrotou o Campeão dos Estados Unidos John Cena. No Money in the Bank, Cena derrotou Owens em uma revanche. No episódio de 15 de junho do Raw, Owens desafiou Cena para uma luta no Battleground pelo Campeonato dos Estados Unidos, que Cena aceitou uma semana depois. No The Beast in the East em 4 de julho, Owens perdeu o Campeonato do NXT para Finn Bálor.
No Money in the Bank, Sheamus venceu o contrato do Money in the Bank que lhe dava o direito de lutar pelo Campeonato Mundial dos Pesos Pesados da WWE a qualquer hora e em qualquer lugar. No episódio de 15 de junho do Raw, Randy Orton, que também participou da luta, atacou Sheamus após sua luta contra Dean Ambrose. Sheamus mais tarde atacou Orton durante sua luta contra Kane. No Raw de 6 de julho, Orton voltou e atacou Sheamus, após sua luta contra Roman Reigns. Em 13 de julho, foi anunciado no WWE.com, que Orton enfrentaria Sheamus no Battleground.
No Elimination Chamber, R-Truth eliminou King Barrett durante a luta Elimination Chamber pelo Campeonato Intercontinental. No pré-show do Money in the Bank, Truth derrotou Barrett. Nas semanas seguintes, Truth zombou de Barrett, usando sua coroa e capa reais. No Raw de 6 de julho, Barrett derrotou Truth. No episódio de 13 de julho do Raw, Truth derrotou Barrett. Uma terceira luta foi agendada para o pré-show do Battleground, com a coroa de King of the Ring de Barrett em jogo.

## Evento
| Função:                   | Nome:                    |
| ------------------------- | ------------------------ |
| Comentaristas em inglês   | Michael Cole             |
| Comentaristas em inglês   | Jerry Lawler             |
| Comentaristas em inglês   | John "Bradshaw" Layfield |
| Comentaristas em espanhol | Carlos Cabrera           |
| Comentaristas em espanhol | Marcelo Rodriguez        |
| Entrevistadora            | JoJo                     |
| Anunciadora de ringue     | Lilian Garcia            |
| Árbitros                  | Mike Chioda              |
| Árbitros                  | John Cone                |
| Árbitros                  | Jason Ayers              |
| Árbitros                  | Darrick Moore            |
| Árbitros                  | Rudy Charles             |
| Árbitros                  | Ryan Tran                |
| Árbitros                  | Rod Zapata               |
| Painel do pré-show        | Renee Young              |
| Painel do pré-show        | Booker T                 |
| Painel do pré-show        | Byron Saxton             |
| Painel do pré-show        | Corey Graves             |

### Pré-show
No pré-show do Battleground, King Barrett defendeu sua coroa do King of the Ring contra R-Truth. Barrett derrotou R-Truth após um Bull Hammer.

### Lutas preliminares
O pay-per-view começou com Randy Orton enfrentando Sheamus. Perto do final da luta, Sheamus executou um Brogue Kick em Orton, mas não conseguiu o pin. Sheamus rebateu a tentativa de RKO de Orton no Texas Cloverleaf, mas Orton quebrou a submissão alcançando as cordas. Quando os dois homens recuperaram a compostura, Orton executou um RKO e fez pinfall para vencer a luta.
Na segunda luta, os Prime Time Players (Darren Young e Titus O'Neil) defenderam o Campeonato de Duplas da WWE contra o The New Day (Big E e Kofi Kingston). O'Neil executou um Clash of Titus em Big E e fez o pinfall, vencendo assim a luta para sua equipe.
A luta entre Bray Wyatt e Roman Reigns foi um vai-e-vem vicioso, com muitas reversões e movimentos marcantes. No final, um encapuzado atacou Reigns com um Superkick, o que permitiu a Wyatt executar um Sister Abigail para a vitória. A pessoa encapuzada foi revelada como Luke Harper, indicando uma reunião da Wyatt Family.
Em seguida, seguiu-se uma luta não anunciada entre Charlotte (representando o Team PCB), Brie Bella (representando o Team Bella) e a Campeã Feminina do NXT Sasha Banks (representando o Team BAD). Charlotte venceu a luta fazendo Brie se submeter ao Figure Eight Leglock.
Na quinta luta, John Cena defendeu o Campeonato dos Estados Unidos contra Kevin Owens. Como seus dois encontros anteriores, este foi outro vai e vem vicioso. Durante a luta, Owens fez o kick out em três Attitude Adjustment, incluindo um da corda superior. Cena fez o kick out em dois powerbombs, Owens executou um Attitude Adjustment e aplicou o STF em Cena, mas Cena conseguiu quebrar a submissão. No final, Owens se submeteu ao STF, dando a vitória a Cena.
No lugar do combate cancelado pelo Campeonato Intercontinental, The Miz fez uma promo e se gabou de ser a pessoa mais dura e do Campeão Intercontinenal Ryback ter medo dele. Big Show apareceu momentos depois e nocauteou Miz.

### Evento principal
No evento principal, Seth Rollins defendeu o Campeonato Mundial dos Pesos Pesados da WWE contra Brock Lesnar (acompanhado por Paul Heyman). Lesnar executou doze german suplexes e um belly-to-belly suplex, enquanto Rollins conseguiu poucos ataques. No final, Lesnar executou um F-5, mas antes que o árbitro pudesse contar o pinfall, as luzes se apagaram. Quando as luzes voltaram, The Undertaker apareceu e atacou Lesnar com um golpe baixo, um chokeslam e dois tombstone piledrivers. Rollins foi desclassificado, mas manteve o título.

## Resultados
| Nº                                          | Resultados | Estipulações                                                     | Tempo |
| ------------------------------------------- | --- | ---------------------------------------------------------------- | ----- |
| Pré- show                                   | King Barrett derrotou R-Truth | Luta individual pela coroa de King of the Ring de Barrett        | 9:15  |
| 1                                           | Randy Orton derrotou Sheamus | Luta individual                                                  | 16:54 |
| 2                                           | The Prime Time Players (Darren Young e Titus O'Neil) (c) derrotaram The New Day (Big E e Kofi Kingston) (com Xavier Woods)              | Luta de Duplas pelo Campeonato de Duplas da WWE                  | 8:50  |
| 3                                           | Bray Wyatt derrotou Roman Reigns | Luta individual                                                  | 22:42 |
| 4                                           | Charlotte (com Becky Lynch e Paige) derrotou Brie Bella (com Alicia Fox e Nikki Bella) e Sasha Banks (com Naomi e Tamina) por submissão | Luta triple threat                                               | 11:30 |
| 5                                           | John Cena (c) derrotou Kevin Owens por submissão                                                                                        | Luta individual pelo Campeonato dos Estados Unidos da WWE        | 22:11 |
| 6                                           | Brock Lesnar (com Paul Heyman) derrotou Seth Rollins (c) por desqualificação                                                            | Luta individual pelo Campeonato Mundial dos Pesos Pesados da WWE | 9:00  |
| (c) – Refere-se aos campeões antes da luta. | |                                                                  |       |

1. ↑  Esta luta terminou originalmente em no contest, mas na noite seguinte no Raw, Lilian Garcia declarou que Lesnar venceu por desqualificação; no entanto, Rollins manteve Campeonato Mundial dos Pesos Pesados da WWE, porque o título não pode mudar de mãos por desqualificação a menos que estipulado.

## Após o evento
Na noite seguinte no Raw, The Undertaker explicou que suas ações para atacar Brock Lesnar foram por vingança, não por Lesnar ter encerrado sua série invicta na WrestleMania XXX, mas por causa da constante provocação e zombaria dele e da maior conquista de Lesnar por Lesnar e seu porta-voz, Paul Heyman. Na mesma noite, os dois se envolveram em uma briga violenta que levou metade do roster da WWE e muitos guardas de segurança a separar os dois. Mais tarde, foi anunciado no mesmo episódio do Raw que os dois se enfrentariam no evento principal do SummerSlam. No SummerSlam, The Undertaker venceu de forma pôlemica por submissão, levando a uma batalha final entre os dois em uma luta Hell in a Cell no Hell in a Cell, que Lesnar venceu para encerrar sua rivalidade de uma vez por todas.
No Raw da noite seguinte, John Cena confrontou Seth Rollins sobre suas táticas covardes para reter o Campeonato Mundial dos Pesos Pesados da WWE, chegando a chamá-lo de piada. Cena então desafiou Rollins pelo Campeonato Mundial dos Pesos Pesados da WWE naquela noite, que Rollins recusou. No Raw de 27 de julho, Cena desafiou mais uma vez Rollins pelo título, mas desta vez a Authority negou seu pedido e, em vez disso, fez com que ele defendesse o Campeonato do Estados Unidos contra Rollins naquela noite, que Cena manteve, mas teve seu nariz quebrado durante a luta. Depois de se recuperar, Cena aceitaria o desafio de Rollins no episódio de 11 de agosto do Tough Enough em uma luta onde o vencedor leva tudo no SummerSlam, onde Cena perderia o Campeonato do Estados Unidos para Rollins graças à interferência do apresentador do SummerSlam, Jon Stewart.
A interferência de Luke Harper em favor de Bray Wyatt durante sua luta com Roman Reigns levou Wyatt a reunir parcialmente a Wyatt Family. No Raw da noite seguinte, Reigns derrotou Harper por desqualificação depois que Wyatt o atacou levando a Dean Ambrose, que estava no corner de Reigns durante a luta para se envolver na rivalidade de Reigns com a Wyatt Family. Reigns e Ambrose derrotariam Wyatt e Harper em uma luta de duplas no SummerSlam. Essa longa rivalidade entre eles foi até o Hell in a Cell.
Depois de não conseguir vencer John Cena pelo Campeonato do Estados Unidos, Kevin Owens começou uma breve rivalidade com Cesaro atacando-o após sua luta contra Seth Rollins no SmackDown de 23 de julho, levando a uma luta entre os dois no SummerSlam, onde Owens derrotou Cesaro. Antes de sua vitória um dia antes do SummerSlam, Owens não conseguiu reconquistar o Campeonato do NXT de Finn Bálor em uma luta de escadas no NXT TakeOver: Brooklyn.
O reinado dos Prime Time Players como Camoeões de Duplas chegaria ao fim no SummerSlam, onde perderam o Campeonato de Duplas da WWE para o The New Day em uma luta Fatal 4-Way de duplas também envolvendo Los Matadores e The Lucha Dragons.
A rivalidade de Randy Orton com Sheamus continuou após o Battleground levando a uma revanche no SummerSlam, onde Sheamus derrotou Orton para encerrar temporariamente sua rivalidade.
O Battleground 2015 foi o último Battleground realizado antes que a WWE reintroduzisse a extensão da marca no ano seguinte, onde eles novamente dividiram sua lista principal em duas marcas separadas, Raw e SmackDown, onde os lutadores foram designados exclusivamente para se apresentar.